# 誘導爆弾
誘導爆弾（ゆうどうばくだん）は、誘導装置を備えた航空爆弾。スマート爆弾（smart bomb）とも呼ばれる。目標への命中精度を高めるために使われる。なお、無誘導爆弾をダム・ボム（dumb bomb）と呼ぶことがある。

## 概要
主に建造物など静止目標に対する攻撃に使用される。
投下されると、動翼などによって滑空しながら落下しつつ、決められた目標へ自ら軌道修正していく。無誘導爆弾に比べて高い効率で目標を破壊することを目的とする。無誘導爆弾に比べて、目標の確実な破壊や被害地域の局限、爆撃に必要な兵力の減少などが見込める。副次的な効果として、爆撃地点を軍事目標に限定し、一般市民に対する危害が局限されると喧伝されることもある。
誘導爆弾の開発は各国で行われており、中でもアメリカ合衆国が実戦使用数の面から先行している。
誘導爆弾とミサイルとの違いは、基本的にはロケットエンジンなどの推進装置があるかどうかである。ただし、アメリカ軍では推進装置のついていないAGM-62 ウォールアイやAGM-154 JSOWなども空対地ミサイルに分類されており、その境界は曖昧である。
目標への攻撃可能距離は、爆弾の性能や投下高度により異なるが、2022年からのロシアの侵攻に対して防空戦闘を行なうウクライナ空軍は2023年4月7日、ロシア空軍の戦闘爆撃機が国境から50キロメートル以上離れて誘導爆弾を投下する傾向があると明らかにした。

## 利点と欠点
高い命中精度や発射母機（爆撃機や攻撃機）の生存性の高さ、費用対効果の高さなどが利点として挙げられるが、無誘導爆弾と比して調達コストは三倍程度であり、誘導機材との兼ね合いで炸薬量が減少するなどの欠点もある。また高度な軍事技術を使用している場合、事故等での鹵獲による技術流出もリスクとして勘案する必要がある。

## 歴史

### 黎明期の誘導爆弾
ごく初期の誘導爆弾としては、ドイツ帝国が第一次世界大戦中の1917年夏に実戦投入した有線誘導式のトルペドグライダーがあるが、本格的に誘導が可能な滑空爆弾が使用されるのは第二次世界大戦からとなる。ナチス・ドイツは、装甲目標用のフリッツXと非装甲目標用のHs293を開発し、このうちフリッツXは1943年9月9日に、連合国軍に投降したイタリア艦隊に対して使用され、戦艦「ローマ」を撃沈、戦艦「イタリア」を大破させ、同月イギリス地中海艦隊の戦艦「ウォースパイト」を撃破することに成功している。Hs293は、1943年8月27日にイギリス海軍のスループ「エグレット」を撃沈している。アメリカ軍は、VB-1 AZONと呼ばれる誘導爆弾を開発し、ヨーロッパ戦線の地上目標に対して使用している。
日本でも陸軍の技術者が「搭乗員が100％戦死する体当たり攻撃（特攻）は技術者の怠慢を意味する不名誉なこと」として親子飛行機構想を提案したことで、赤外線誘導のケ号自動吸着弾、液体燃料ロケットモーター付きの手動指令照準線一致誘導によるイ号一型甲/乙無線誘導弾、砲火の衝撃波を検知して自動誘導を行うイ号一型丙自動追尾誘導弾が開発されたが、試作段階で終わった。
赤外線や衝撃波検知による自動誘導だった日本のケ号やイ号一型丙を除き、フリッツX、Hs293、AZON、イ号一型甲/乙無線誘導弾は、いずれも誘導母機からの目視による無線誘導で、誘導員は爆弾の尾部に取り付けられた発光体（電球、または火薬によるフレア）を目で追いながら爆弾を操縦して目標へ手動で誘導する仕組みであった。このため、命中精度は誘導員の技能に強く左右される他、天候によっては目標までの視程が確保できないために使用できないことがある。また、目標が視認できる距離内に誘導母機を接近させる必要がある他、誘導中は急な機動ができないため、地上からの反撃が予想される戦域での運用には困難を伴うなどの欠点を含有していた。なお、アメリカ軍はレーダー誘導式の爆弾であるASM-N-2 BATを開発、実戦投入しているが、目立った戦果は無かったうえ、相手のレーダー波で攪乱されるなどの致命的な問題点があった。日本陸軍の無線誘導弾と同時期に日本海軍が特攻兵器の一つとして実戦に投入した桜花は、操縦者自体を誘導装置とするものであるが、投弾に至るまでの行程そのものと欠点は、列国の誘導爆弾とほぼ共通している。
第二次世界大戦後にはソビエト連邦でドイツから接収したフリッツXを原型としてSNAB-3000の開発が進められ、当初は無線誘導だったが、後に赤外線誘導に変更されたが航空機のジェット爆撃機への搭載に不適などの理由により中止された。また、同時期、UB-2000Fの開発も平行して進められたがこちらも同様に中止された。
1950年代にはアメリカ空軍にAGM-12が配備され、ベトナム戦争に投入されたものの、上述の欠点を引き継いでおり、戦果は芳しくなかった。

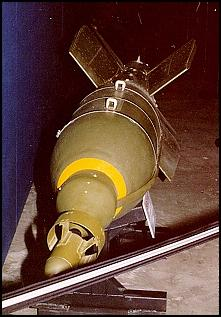
レーザー誘導爆弾

### スマート爆弾の登場
これらの欠点を克服するためにアメリカ軍が開発した誘導爆弾が、第一世代のレーザー誘導爆弾（Laser-Guided Bomb, LGB）のペイブウェイとテレビ誘導爆弾（または光電子誘導爆弾、Electro-Optic Guided Bomb, EOGB）の AGM-62 ウォールアイ である。ペイブウェイのレーザー誘導システムは、誘導母機が目標へ向けて照射したレーザー光の反射光に爆弾が自動で誘導される仕組みである。ウォールアイのテレビ誘導システムは、爆弾の先頭にテレビカメラを取りつけ、誘導母機では爆弾から無線で送られてくる画像を見ながら誘導員が目標に照準すると、その照準点に爆弾が自動で誘導される仕組みである。このシステムは、ベトナム戦争で実戦使用され、大きな戦果を上げた。特にウォールアイは、対空砲と地対空ミサイルで堅固に防備され、四年にわたってアメリカ軍の爆撃に耐えたホーチミン・ルート上のタンホア鉄橋の破壊に成功している。
これらの精密誘導爆弾は「スマート爆弾（賢い爆弾）」と俗称された。

### さらなる能力・運用性の向上
レーザー誘導もテレビ誘導もどちらも命中まで射手が標的を捕捉し続けなければならず、戦域からの即時離脱はできないという欠点があった。そのため1980年代以降はGPS誘導や画像識別誘導によるファイア・アンド・フォーゲット（撃ち放し）能力を有する誘導爆弾の配備が進められる。
2000年前後、アメリカ軍は通常爆弾に追加キットを装着することで、現地部隊レベルで安価かつ簡単に誘導爆弾を製作運用できるJDAM システムを配備し、誘導爆弾運用の柔軟性は大幅に広がった。

## 誘導方法
Hs 293やフリッツXはオペレータが無線を介して目視で進路を修正する目視誘導だった。ASM-N-2はTV誘導、レーダー誘導、目視誘導などが試されたがほとんどが失敗し、鳩に誘導させる案もあった（プロジェクト鳩）。最終的にレーダーによる自動追尾システムの開発に成功した。
現代の誘導方法にはCCDカメラによるTV誘導、赤外線画像誘導、レーザー誘導などがあり、1990年頃まではレーザー誘導が主流であったが、現在では GPS/INS誘導が主流となってきている。これは、現在までの誘導方式は天候や電波妨害などに影響を受ける可能性があったのに対して、GPS/INS誘導は天候にも左右されず、INSは電波を使用しないためジャミングを受けても問題ないためである。その他の大きな利点としては、外部からの誘導が必要ないということが挙げられる。レーザー誘導は着弾するまで地上部隊や投下母機からのレーザー照射が必要で、その間はレーザー照射部隊が脆弱となり、攻撃を加えられる危険性があったが、GPS/INS誘導は投下後に外部からの誘導が不要で、爆弾を投下した航空機はすぐに空域から離脱し生存率を高めることができ、B-2などの爆撃機でも使用可能である。また、レーザー誘導爆弾に比べ安価という利点も挙げられる。
GPS/INS誘導爆弾がレーザー誘導爆弾に比べ劣る点は命中精度が悪いことである。レーザー誘導爆弾で一般的な命中率を持つペイブウェイIIのCEP（半数必中界）が数mであるのに対して、GPS/INS誘導爆弾であるJDAMのCEPは、GPS/INS併用時では13m、INSのみの場合では30mとなっている。ただし、通常の攻撃では過度な命中精度を要求する場合は少なく、それほどの欠点とはいえない。
GPS誘導方式のもう一つの短所として、爆弾投下前にあらかじめ目標の正確な座標を爆弾（正確にはその誘導部）にセットする必要がある、という点が挙げられる。座標の数値を誤って入力したり、あるいは数値の算出そのものを誤ると、爆弾は全く別の場所に「正確に」誘導されてしまう。実例として、2001年12月5日には、アメリカのアフガニスタン侵攻作戦において、特殊部隊が誤って自分の所在地のGPS座標値を上空の近接航空支援機に送信してしまい、自らの頭上にJDAMが投下されるという事故が発生した。コソボ紛争における中国大使館誤爆事件も、この座標算出を誤ったために起きたと言われている。また、移動目標の攻撃にも不適である。
近接航空支援にGPS誘導爆弾を使用する場合、地上部隊が目標の座標を正確に投下機に伝える必要があるため、前進観測員の役割が今まで以上に重要になる。
他の誘導方式として、イ号一型丙自動追尾誘導弾は敵の艦砲射撃の衝撃波によって生じる音をマイクロフォンで捉えて進入方向を決定する「衝撃感応式」が採用されていた。実験のみで終了したが、電子装置が未発達な時代としては珍しく撃ち放し能力を有する予定だった。